# You're in Love, Charlie Brown
You're in Love, Charlie Brown (en español Estás enamorado, Charlie Brown) es el cuarto especial animado en horario prime-time basado en el popular cómic diario Peanuts, de Charles M. Schulz. Se estrenó el 12 de junio de 1967 por la CBS. Es el segundo especial de Peanuts no temático de un día festivo, después de Charlie Brown's All-Stars.

## Sinopsis
Las vacaciones de verano están por comenzar, y Charlie Brown está molesto por todo. Camino a la escuela, le cuenta a Linus sobre su malestar, y que no puede divertirse como los otros chicos. Cuándo pasa un autobús, y Charlie se emociona al ver a la Pequeña Niña Pelirroja (Little Red-Haired Girl), Linus se da cuenta de que el problema de su amigo es que está enamorado.
Durante el anteúltimo día de escuela, Charlie Brown piensa distintas maneras de llamar la atención de la Pequeña Pelirroja, pero siempre termina fracasando y puesto en ridículo. Primero, piensa en escribirle una carta, pero es llamado al frente por la maestra y por error lee la carta delante de todo el curso, que estalla en risas. Luego, al notar que el sacapuntas está cerca de la Pelirroja, va a afilar su lápiz... pero por error termina afilando su bolígrafo.
En la hora de comer, Charlie Brown trata de armarse de valor para hablar con la Pequeña Pelirroja, pero se acobarda a último momento. Cuando nota que él la está mirando, la Pequeña Pelirroja avanza hacia Charlie Brown, y él sale huyendo con la bolsa de su almuerzo en la cabeza. De camino a casa, las chicas se burlan de él por las ridiculeces que hizo en clase. Linus trata de defender a su amigo al decir que él está enamorado de la Pequeña Pelirroja, pero solo consigue que las chicas se burlen más. 
Esa tarde, Charlie Brown se acerca al stand de psiquiatría de Lucy, pero ella ya está molesta de que Schroeder la ignoró cuándo ella rompió su piano y su busto de Beethoven, ya que tenía de repuesto; por lo que no ayuda mucho. Luego, Charlie habla con Peppermint Patty, a la que le cuenta de su problema amoroso, pero antes de que mencione qué es pelirroja, Patty dice que se encargará. A continuación, va a hablar con Lucy (a la que llama "Lucille") sobre un [...] niño agradable y culto que está muy interesado en ti: ese niño es muy tímido y no se atreve a hablar con ella, por lo que les arreglará una cita. Lucy, pensando que él niño en cuestión es Schroeder, acepta. Patty vuelve con Charlie y le dice que está todo arreglado, y que se encontrarán pasadas las 6 en el campo de béisbol. Cuando Lucy y Charlie se encuentran en el campo de béisbol, ambos dicen "¿Tú? ¡Puaj!". 
Antes de dormir, Charlie Brown decide que se levantará muy temprano para tomar el autobús y allí conocer a la Pequeña Pelirroja. Pero se queda dormido en la parada del autobús y cuando este llega, lo deja atrás. Termina llegando tarde a la escuela, y al gritarle a su maestra diciendo por qué llegó tarde, es mandado a la oficina del director. Cuándo vuelve a clase, la maestra le pide que resuelva un problema de matemáticas en la pizarra. Tratando de impresionar a la Pequeña Pelirroja, escribe complicadas fórmulas por todo el pizarrón; pero entonces la profesora le pregunta qué está haciendo y admite que no tiene idea, con la risa de todos. 
Charlie decide que solo podrá conocerla tomando el autobús de vuelta a casa. Así, cuando toca la campana, sale corriendo adelantándose a todos. Pero, al llegar a la parada del autobús, y ver donde estaba la Pelirroja, una multitud se le adelanta y lo deja sin subir al autobús. Enojado, se da cuenta de que tiene un papel en la mano, con una nota, que dice: 
Me gustas, Charlie Brown. firma La Pequeña Pelirroja
La angustia de Charlie Brown se convierte de repente en alegría, y va bailando hasta su casa mientras sube la colina y pasan los créditos finales. Ya al fin de los créditos, y en la cima de la colina, dice ¡Dios! ¡Ya verán el próximo año, ya verán!

## Reparto
| Personaje        | Actor de Voz Original | Actor de redoblaje (Latinoamérica) |
| ---------------- | --------------------- | ---------------------------------- |
| Charlie Brown    | Peter Robbins         | José Manuel Vieira                 |
| Linus            | Chris Shea            | Maythe Guedes                      |
| Lucy             | Sally Dryer           | Lilo Schmid                        |
| Sally            | Cathy Steinberg       | Rossana Cicconi                    |
| Peppermint Patty | Gai DeFaria           | María Teresa Hernández             |
| Violet Gray      | Anne Altieri          | Irina Indigo                       |
| Snoopy           | Bill Melendez         | Bill Melendez                      |

- El redoblaje venezolano fue hecho para el programa-paquete Estás en Nickelodeon, Charlie Brown a fines de los 90s.

## Notabilidad
En You're in Love, Charlie Brown aparecieron 2 elementos importantes para la serie de especiales anuales:
- La aparición de Peppermint Patty, que debutó en la historieta el año anterior.
- La aparición del sonido de trombón en reemplazo de la voz de los adultos.

Además, también es el único especial de Peanuts en que los ruidos importantes son también mostrados como onomatopeyas: las "R" deformadas cuando suena el despertador de Charlie Brown, los "click-clack" de las puertas de la escuela (que resaltan que Charlie quiere entrar en silencio, pero no lo logra) y los "Ha-ha" de las risas de los chicos. De cualquier forma, en "Linus and Lucy", episodio de "El show de Charlie Brown y Snoopy", un "Pow" puede ser visto cuando Snoopy golpea a alguien de la clase de Sally.

## Distribución

### Lanzamiento en VHS
El 11 de enero de 1995 fue editado como parte del Volumen 4 de la colección Snoopy Double Feature, junto con It's Your First Kiss, Charlie Brown, bajo el sello de Paramount Home Entertainment.

### Lanzamiento en DVD
El 7 de enero de 2003 salió como bonus en el DVD de Be My Valentine, Charlie Brown, junto con It's Your First Kiss, Charlie Brown, bajo el sello de Paramount Home Entertainment.
El 15 de enero de 2008 la compilación antes mencionada fue reeditada y remasterizada, esta vez por Warner Home Video. El 7 de julio de 2009, fue lanzado en DVD (también en edición remasterizada) como parte del boxset Peanuts 1960's Collection.
Fue lanzada nuevamente en DVD por Warner en el DVD Friends Forever, parte de la colección Happiness is Peanuts, que junta en cada volumen especiales y capítulos de El show de Charlie Brown y Snoopy.